# Sveti Florijan nad Škofjo Loko
Sveti Florijan nad Škofjo Loko este o localitate din comuna Škofja Loka, Slovenia, cu o populație de 27 de locuitori.